# Челноков, Виктор Александрович
Ви́ктор Алекса́ндрович Челноко́в (2 января 1948, Москва — 9 июля 2009, Москва) — советский легкоатлет, специалист по многоборьям. Выступал за сборную СССР по лёгкой атлетике во второй половине 1960-х годов, обладатель бронзовой медали чемпионата Европы, победитель Европейских юниорских легкоатлетических игр. Представлял Москву и ЦСКА. Мастер спорта СССР международного класса. Врач спортивной медицины.

## Биография
Виктор Челноков родился 2 января 1948 года в Москве.
Начал заниматься лёгкой атлетикой в 1963 году, выступал за ЦСКА (Москва).
Впервые заявил о себе на международном уровне в сезоне 1966 года, когда вошёл в состав советской сборной и выступил на Европейских юниорских легкоатлетических играх в Одессе, где в программе десятиборья превзошёл всех соперников и завоевал золотую медаль.
Благодаря череде удачных выступлений в 1969 году удостоился права защищать честь страны на чемпионате Европы в Афинах — набрал в десятиборье 7801 (7653) очко и стал бронзовым призёром, уступив только двум восточногерманским спортсменам Йоахиму Кирсту и Херберту Весселю.
В 1971 году установил свой личный рекорд в десятиборье — 7950 очков.
За выдающиеся спортивные достижения удостоен почётного звания «Мастер спорта СССР международного класса» (1970).
Окончил 2-й Московский государственный медицинский институт имени Пирогова, после чего работал по специальности — врачом спортивной медицины. В 1979—1980 и 1985—1986 годах — врач футбольного клуба «Спартак».
Умер 9 июля 2009 года в Москве в возрасте 61 года.